# Пані міністр танцює
Пані міністр танцює (пол. Pani ministr tańczy) — польський чорно-білий музичний фільм, комедія 1937 року.

## Сюжет
Сюзанна — міністр захисту суспільної моралі. Лола, її сестра-близнючка — актриса ревю. Сестра своєю поведінкою компрометує пані міністра, проте після багатьох веселих пригод все щасливо закінчиться. Міністр та її заступник освідчуються один одному в коханні.

## У ролях
- Толя Манкевичівна — Сюзанна, міністр / Лола, актриса ревю
- Олександр Жабчинський — граф Себастьян Марія Раймунд де Сантіс
- Мечислава Цвикліньська — Поллі Грибальді
- Юзеф Орвід — Аполоніуш, радник Міністерства
- Міхал Зніч — лідер опозиції
- Станіслав Селянський — старший офіціант
- Стефан Хнидзинський — чоловік Лолі
- Конрад Том — директор танцювального залу
- Хелена Грушецька — учасниця засідання у міністра
- Яніна Кшімуська — учасниця засідання у міністра
- Хелена Зарембіна — учасниця засідання у міністра